# Aus meiner Kindheit
Aus meiner Kindheit ist ein deutscher Spielfilm der DEFA von Bernhard Stephan aus dem Jahr 1975.

## Handlung
Der Film zeigt Episoden aus der Kindheit und Jugendzeit Ernst Thälmanns nach seinen Tagebuchaufzeichnungen. Ernst Thälmann wird als typischer Junge seiner Zeit dargestellt, der mit seinen Freunden durch Hamburg streift. Er muss seinem Vater, der als Kleinunternehmer ein Fuhrgeschäft hat, bei der Arbeit helfen und steigt nach seinem Schulabschluss  in dessen Fuhrunternehmen ein.
Mit seinem Vater kommt es zum Streit über die Höhe seines Lohnes und über seine lockere Art, mit Geld umzugehen. Schließlich verlässt Thälmann sein Elternhaus und lernt das in Hamburg herrschende Elend kennen, das Hunger und  Obdachlosigkeit mit sich bringt, sowie den schweren Arbeitsalltag vieler Bürger. Im Kreis seiner Freunde und Kollegen kommt er erstmals in Kontakt mit politischen Ideen, aus denen sich seine spätere politische Arbeit entwickelt.

## Produktion
Die Produktionsleitung des Spielfilms hatte Gerrit List. Die Produktionsgesellschaft war das DEFA-Studio für Spielfilme in Potsdam-Babelsberg. Eine Besonderheit des Spielfilms waren die Drehorte: Nicht eine einzige Szene wurde in Hamburg, dem eigentlichen Ort von Ernst Thälmanns Kinder- und Jugendzeit, gedreht. Die Dreharbeiten fanden unter anderem in der Innenstadt von Schwerin statt. Auf dem Schweriner Altstädtischen Marktplatz wurde als Außenrequisite der Hamburger Vierländerin-Brunnen nachgestaltet. Außenrequisiteur war Jürgen Janitz. Am Postgebäude in der Innenstadt sowie in den Stadthallen Schwerin fanden die Dreharbeiten für die Gewerkschaftsversammlung statt, am Westufer des Schweriner Pfaffenteichs, an der Promenade wurden die Szenen „Hamburg grüßt den Kaiser“ inszeniert, ein weiterer Drehort war am Schweriner See in der Sportanglervereins-Halle Bornhövedstraße Nr. 101. Dreharbeiten fanden auch in Stralsund und Wismar an der Ostsee statt.

## Hintergrund, Veröffentlichung
Der DEFA-Spielfilm aus dem Jahre 1974/75 befasst sich mit der Kindheit und Jugend des späteren Arbeiterführers Ernst Thälmann. Der ursprüngliche Auftrag für den Film war der für einen Dokumentarfilm über Ernst Thälmann. Für den Spielfilm wurde bisher der Öffentlichkeit unbekanntes Material zur Verfügung gestellt. In dem Film wird vor allem das kleinbürgerlich geprägte Milieu dargestellt, in dem Ernst Thälmann aufgewachsen ist.
Der Film wurde in Neubrandenburg uraufgeführt. Er erschien auch in italienischer Sprache und wurde zudem 1975 unter dem Titel Ta neanika mou hronia in Griechenland veröffentlicht.